# Ожелець-Малий
Ожелець-Малий (пол. Orzelec Mały) — село в Польщі, у гміні Лубніце Сташовського повіту Свентокшиського воєводства.
Населення — 93 особи (2011).
У 1975-1998 роках село належало до Тарнобжезького воєводства.

## Демографія
Демографічна структура на день 31 березня 2011 року:
|          | Загалом | Допрацездатний вік | Працездатний вік | Постпрацездатний вік |
| -------- | ------- | ------------------ | ---------------- | -------------------- |
| Чоловіки | 52      | 13                 | 31               | 8                    |
| Жінки    | 41      | 6                  | 22               | 13                   |
| Разом    | 93      | 19                 | 53               | 21                   |